# Efil Ned Log
Efil Ned Log – drugi album zespołu Golden Life wydany w lipcu 1993 roku, nakładem wytwórni Eska.
18 stycznia 2019 roku wydano wznowienie albumu z zremasterowanymi wersjami utworów i nagraniami koncertowymi.

## Lista utworów
1. "Soho Yo! Yo!" - 3:43
2. "Palec" - 3:15
3. "Baby" - 4:18
4. "Day by Day" - 3:39
5. "Oprócz" - 4:27
6. "Kil yr tv" - 2:36
7. "Cult centuries" - 4:05
8. "Wszystko to co mam" - 4:08
9. "I like it" - 4:05
10. "Honky tonk blues" - 3:20
11. "O tobie" - 3:27
12. "I Know You" - 3:44
13. "Gloria" - 3:25
14. "Bo ja to wiem" - 3:55
15. "?" - 3:00